# Alamis griveaudi
Alamis griveaudi är en fjärilsart som beskrevs av François Louis Nompar de Caumont de Laporte 1973. Alamis griveaudi ingår i släktet Alamis och familjen nattflyn. Inga underarter finns listade i Catalogue of Life.